# Christine Goetz
Christine Goetz (* 15. Mai 1952 in Frankfurt am Main; † 6. März 2020 in Berlin) war eine deutsche Kunsthistorikerin. Von 1995 bis 2017 war sie Kunstbeauftragte des Erzbistums Berlin.

## Leben und Wirken
Christine Goetz wuchs in Bonn und Brüssel auf. Sie studierte an der Ludwig-Maximilians-Universität München Kunstgeschichte, Germanistik und Archäologie. 1983 wurde sie in München bei Norbert Huse mit der Dissertation Studien zum Thema „Arbeit“ im Werk von Constantin Meunier und Vincent van Gogh promoviert. Anschließend war sie Mitarbeiterin des Diözesanmuseums Freising.
Ab 1995 war sie als Kunstbeauftragte des Erzbistums Berlin tätig, zunächst mit einem fünfjährigen Werkvertrag zur Inventarisierung kirchlicher Kunst in den Pfarreien des Erzbistums. Darüber hinaus war sie bis 2017 für Fragen der Denkmalpflege zuständig sowie mit von ihr konzipierten Kirchenführungen und Publikationen in der Erwachsenenbildung im Bereich der sakralen Kunst und Architektur tätig. „Meine Aufgabe war, das kulturelle Gedächtnis der Ortskirche zu erstellen“, beschrieb sie ihre Arbeit. Neben der Inventarisierung und der Präsentation kirchlicher Kunst durch Vorträge und Publikationen initiierte sie monatliche Kirchenführungen, die über ihren Tod hinaus fortgeführt werden.
Im Kontakt mit vielen Künstlern motivierte und vermittelte sie zahlreiche Aufträge für die Gestaltung sakraler Kunst und den Ankauf von Werken heutiger Künstler durch das Erzbistum Berlin. Anfang Dezember 2017 wurde sie in den Ruhestand verabschiedet. In der Kommission für sakrale Kunst und kirchliches Bauen des Erzbistums wirkte sie darüber hinaus bis zuletzt mit.

## Schriften
- Studien zum Thema „Arbeit“ im Werk von Constantin Meunier und Vincent van Gogh. (Dissertation) (= Beiträge zur Kunstwissenschaft, Band 2.) Klein, München 1984, ISBN 3-9800671-2-2.
- Die St.-Hedwigs-Kathedrale zu Berlin. Schnell und Steiner, Regensburg 2000, ISBN 3-7954-1253-6.
- (mit Matthias Hoffmann-Tauschwitz, als Hrsg.): Kirchen Berlin Potsdam. Führer zu den Kirchen in Berlin und Potsdam. Wichern Verlag, Berlin 2003, ISBN 3-88981-140-X.
- Berlins verborgene Engel. Morus Verlag, Berlin 2004, ISBN 3-87554-402-1.
- St. Paul in München. Kunstverlag Josef Fink, Lindenberg im Allgäu 2010, ISBN 978-3-89870-587-5.
- Das Sichtbare und das Unsichtbare. Kunst und Kirche im Erzbistum Berlin. Kunstverlag Josef Fink, Lindenberg im Allgäu 2016, ISBN 978-3-89870-978-1.
- Die katholischen Kirchen St. Augustinus und Heilige Familie in Berlin-Pankow. Kunstverlag Josef Fink, Lindenberg im Allgäu 2017, ISBN 978-3-95976-018-8.
- StadtLandKirchen. Sakralbauten im Erzbistum Berlin. Kunstverlag Josef Fink, Lindenberg im Allgäu 2018, ISBN 978-3-95976-101-7.